# Raneem El Weleily
Raneem El Weleily, née le 1er janvier 1989 à Alexandrie, est une joueuse professionnelle de squash représentant l'Égypte. Elle atteint, en septembre 2015, la première place mondiale sur le circuit international, première Égyptienne à atteindre une première place mondiale, tous sports confondus. Elle est championne du monde en 2017. Elle se retire en juin 2020 alors qu'elle est toujours en tête du classement mondial.
Elle est mariée depuis le 31 mai 2014 avec le joueur égyptien Tarek Momen.

## Biographie
Très jeune, elle se distingue au niveau international, remportant chaque année sa catégorie d'âge au British Junior Open et elle est double championne du monde junior en 2005 et 2007. Elle remporte son premier titre professionnel en 2009 et rentre rapidement dans le top 10. Elle se distingue réellement en s'imposant face à la no 2 mondiale Jenny Duncalf pour remporter le prestigieux Carol Weymuller Open. En 2012, elle remporte son premier titre PSA World Series en s'imposant face à Nicol David en finale de l'Open de Malaisie. En fin d'année 2017, elle devient championne du monde face à la tenante du titre Nour El Sherbini. Brièvement no 1 mondiale les quatre derniers mois de l'année 2015 après avoir détrôné l'inamovible Nicol David, elle retrouve cette place en décembre 2018 après la défaite de Nour El Sherbini face à Sarah-Jane Perry au Hong Kong Open.

## Palmarès

### Titres
- Netsuite Open : 2019
- DPD Open : 2019
- US Open : 2018
- El Gouna International : 2 titres (2018, 2019)
- Championnats du monde : 2017
- Tournament of Champions : 2015
- Open de Malaisie : 2 titres (2012, 2014)
- Black Ball Squash Open : 2019
- Al-Ahram International : 2016
- Windy City Open : 3 titres (2015, 2016, 2017)
- Open de Chine : 2 titres (2015, 2018)
- Wadi Degla Open : 2016
- Alexandria International Squash Open : 2015
- Cleveland Classic : 2013
- Open de Greenwich : 2012
- Carol Weymuller Open : 2011
- Hurghada International : 2011
- Heliopolis Open : 2009
- Championnats du monde junior : 2 titres (2005, 2007)
- British Junior Open : 2007
- Championnats du monde par équipes : 4 titres (2008, 2012, 2016, 2018)

### Finales
- British Open : 2018
- Windy City Open : 2 finales (2014, 2020)
- Saudi PSA Women’s Squash Masters 2018
- US Open : 2017
- Championnats du monde : 3 finales (2014, 2016, 2019-2020)
- Hong Kong Open : 4 finales (2011, 2013, 2017, 2018)
- US Open : 2012
- Open de Chine : 2 finales (2013, 2019)
- Netsuite Open : 2018
- Cleveland Classic : 2 finales (2015, 2018)
- Open de Macao : 2014
- Open de Malaisie: 2013
- Carol Weymuller Open : 2012
- Championnats du monde par équipes : 2006

## Titres (24)
| Année                  | Tournoi                  | Lieu                      | Finaliste         | Score en finale               |
| 2009                   | Heliopolis Open          | Le Caire, Égypte          | Engy Kheirallah   | 7–11, 12–10, 11–6, 11–5       |
| 2011                   | Carol Weymuller Open     | Brooklyn, États-Unis      | Jenny Duncalf     | 11–7, 15–13, 11–4             |
| 2011                   | Hurghada International   | Hurghada, Égypte          | Omneya Abdel Kawy | 11–5, 12–10, 11–9             |
| 2012                   | Open de Malaisie         | Kuala Lumpur, Malaisie    | Nicol David       | 12–10, 11–13, 11–6, 11–2      |
| Open de Greenwich 2012 | Open de Greenwich        | New York, États-Unis      | Joelle King       | 11–8, 11–8, 6–11, 11–4        |
| 2013                   | Cleveland Classic        | Cleveland, États-Unis     | Nicol David       | 3–11, 11–5, 9–11, 11–5, 11–9  |
| 2014                   | Open de Malaisie         | Kuala Lumpur, Malaisie    | Nour El Tayeb     | 7–11, 11–3, 12–10, 2–11, 11–7 |
| 2015                   | Tournament of Champions  | New York, États-Unis      | Alison Waters     | 9–11, 12–10, 11–4, 11–4       |
| 2015                   | Windy City Open          | Chicago, États-Unis       | Nicol David       | 12–14, 12–10, 11–7, 11–7      |
| 2015                   | Alexandria International | Alexandrie, Égypte        | Omneya Abdel Kawy | 11–6, 11–5, 11–9              |
| 2015                   | Open de Chine            | Shanghai, Chine           | Nouran Gohar      | 13–11, 11–7, 11–7             |
| 2016                   | Windy City Open          | Chicago, États-Unis       | Nour El Sherbini  | 9–11, 11–6, 11–3, 11–6        |
| 2016                   | Al-Ahram International   | Le Caire, Égypte          | Nour El Sherbini  | 11–5, 11–9, 9–11, 9–11, 11–7  |
| 2016                   | Wadi Degla Open          | Le Caire, Égypte          | Nouran Gohar      | 11–8, 7–11, 11–4, 11–5        |
| 2017                   | Windy City Open          | Chicago, États-Unis       | Nour El Sherbini  | 10–12, 11–7, 11–7, 11–7       |
| 2017                   | Championnats du monde    | Manchester, England       | Nour El Sherbini  | 3–11, 12–10, 11–7, 11–5       |
| 2018                   | El Gouna International   | El Gouna, Égypte          | Nour El Sherbini  | 5-11, 11-8, 11-3, 14-12       |
| 2018                   | Open de Chine            | Shanghai, China           | Camille Serme     | 11–5, 8–11, 11–6, 11–5        |
| 2018                   | US Open                  | Philadelphie, États-Unis  | Nour El Sherbini  | 11–6, 11–9, 11–8              |
| 2019                   | Black Ball Squash Open   | Le Caire, Égypte          | Nour El Sherbini  | 9-11, 11-2, 6-11, 11-1, 11-5  |
| 2019                   | DPD Open                 | Eindhoven, Pays-Bas       | Nour El Sherbini  | 10–12, 9–11, 11–8, 11–8, 11–8 |
| 2019                   | El Gouna International   | El Gouna, Égypte          | Nouran Gohar      | 11-8, 7-11, 12-10, 11-6       |
| 2019                   | World Series Finals      | Le Caire, Égypte          | Camille Serme     | 3–11, 8–11, 11–7, 11–4, 11–6  |
| 2019                   | Netsuite Open            | San Francisco, États-Unis | Nour El Tayeb     | 11–5, 11–5, 11–5              |